# Orgilus medicaginis
Orgilus medicaginis är en stekelart som beskrevs av Muesebeck 1970. Orgilus medicaginis ingår i släktet Orgilus och familjen bracksteklar. Inga underarter finns listade i Catalogue of Life.